# Heinrich Laube
Heinrich Rudolf Constanz Laube, född 18 september 1806 i Sprottau, Schlesien, Preussen i Tyska riket (nu Szprotawa i Polen) död 1 augusti 1884 i Wien, var en tysk författare och teaterledare.
Han studerade teologi i Halle och Breslau, dock utan allvarliga planer att bli präst, levde ett muntert studentliv och gjorde sig känd som "Burschen-schaftler". 1829 redigerade han den litterära tidningen "Aurora" i Breslau, övertog 1832 i Leipzig redaktionen av "Zeitung für die elegante Welt" och slöt sig entusiastiskt till "unga Tyskland" genom de historisk-politiska betraktelserna Das neue Jahrhundert (2 band, 1832-33), Polen (1833) och Politische Briefe (samma år) samt romanen Das junge Europa (4 band, 1833-37), som gav ett typiskt uttryck åt tidens revolutionära oro och tvivelsjuka. Berömdare blev hans Reisenovellen (6 band, 1834-37; 2:a upplagan 1846-47), lika friska som oförbehållsamma skildringar av tillståndet i Tyskland, efter mönstret av Heinrich Heines Reisebilder. För delaktighet i burschenschaft-rörelserna hölls Heinrich Laube 1834-35 i häkte i Berlin och satt 1838-39 åter i lindrigt fängelse för sin litterära och politiska övertygelses skull.
Han gjorde sedan resor i Frankrike och Algeriet samt bosatte sig 1841 i Leipzig. Laube var 1848 medlem av vorparlamentet i Frankfurt och av tyska nationalförsamlingen. 1849-67 skötte han direktörssysslan vid Burgteatern i Wien, vilken scen han lyfte till en hög ståndpunkt. I repertoaren tillgodosågs såväl den klassiska som den moderna dramatiken; man ansåg dock, att Laube visade för mycken förkärlek för den franska dramatiken. Han ledde Leipzigs Stadsteater 1869-71 och en ny stadsteater i Wien 1872-74 samt (efter ett av börskrisen orsakat uppehåll) åter 1875-79. Ända till det sista kraftig och levnadsglad, verkade han som författare i Wien. 

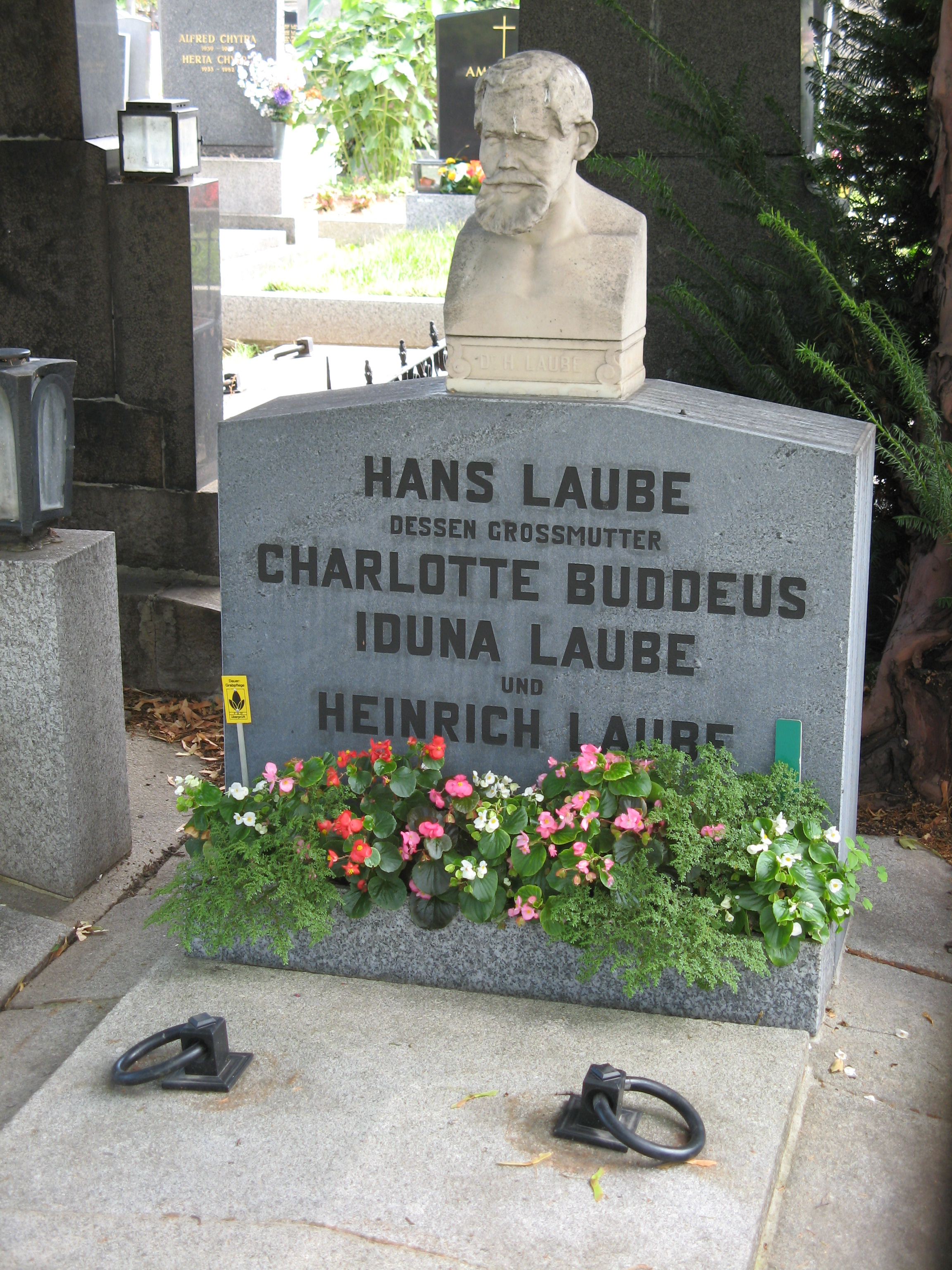
Heinrich Laubes grav.

Laube hade en grundlig kännedom om skådespelets teknik. Också visste han att skänka sina egna pjäser en fin motivering, en smakfull, välberäknad byggnad. De utmärkas av en kärnfull realism, men äger föga av poesi i högre mening. Laubes första skådespel hette Gustav Adolph (1829); en episod ur drottning Kristinas liv behandlas i sorgespelet Monaldeschi (1839). Till Hans ungdomsarbeten hör vidare lustspelet Rokoko (1842; "En familjehemlighet", 1847) och skådespelet Die Bernsteinshexe (1843); sin mognads teatersegrar vann han med den sceniskt briljanta Struensee(1847), litteraturkomedien  Gottsched und Gellert (samma år) och Die Karlsschüler (samma år; "Kadettskolan i Stuttgart", 1875), en eldigt skildrad episod ur Friedrich Schillers ungdom, samt Graf Essex (1856; "Greve Essex", 1857). Hans senare dramer, bland andra Der Statthalter von Bengalen (1866; "Ståthållaren i Bengalen", 1877) och Böse Zungen (1868; "Onda tungor", samma år), är mera torra och odramatiska. Bland Laubes romaner kan nämnas Der deutsche Krieg (9 band, 1863-66; 3:e upplagan 1866-67), vilket är det bäst utförda av hans arbeten och behandlande trettioåriga kriget, Die Böhminger (3 band, 1880; 2:a upplagan 1882), där politiska och religiösa förhållanden i 1830-talets Tyskland tecknas, Louison (1881) och Entweder - oder (1882). 
Av hans övriga skrifter kan nämnas Moderne Charakteristiken (2 band, 1835), Französische Lustschlösser (1840), den satirisk-didaktiska dikten Das Jagdbrevier (1841), Drei Königsstädte im Norden (1845), Das erste deutsche Parlament (1849) samt de tre pendangerna Das Burgtheater (1869; 2:a upplagan 1891), Das norddeutsche Theater (1872) och Das Wiener Stadttheater (1875). Laubes Dramatische Werke utgavs i 13 band 1845-74. Hans Gesammelte Schriften (16 band, 1875-82) innehåller även Erinnerungen, omfattande åren 1810-81. Laube utgav Wilhelm Heinses verk (1838) med mera.